# Білоцерківська волость (Хорольський повіт)
Білоцерківська волость — адміністративно-територіальна одиниця Хорольського повіту Полтавської губернії з центром у містечку Білоцерківка.
Станом на 1885 рік — складалася з 150 поселень, 13 сільських громад. Населення 11808 — осіб (5900 осіб чоловічої статі та 5908 — жіночої), 1737 дворових господарств.
Основні поселення волості:
- Білоцерківка — колишнє державне та власницьке містечко при затоці річки Псел за 39 верст від повітового міста, 62 двори, 350 мешканців, 3 православні церкви, єврейський молитовний будинок, школа, поштова станція, 5 постоялих дворів, 7 постоялих будинків, ренськовий погріб, 7 лавок, базар, 4 ярмарки (9 березня, 10-а п'ятн. після Паски, 27 липня і 14 жовтня), 3 кузні, водяний млин, цегляний завод. В 11 верстах — поштова станція Бузова Балка.
- Бірки — колишнє державне та власницьке село при річці Псел, 128 дворів, 650 мешканців, православна церква, 2 постоялих будинки, Ярмарок (на Трійцю), 4 вітряні млини, маслобійний завод.
- Лиман (нині с. Лиман Другий) — колишнє державне село при озері Лиман, 29 дворів, 175 мешканців, православна церква, 3 ярмарки, 5 вітряних млинів, маслобійний завод.

Старшинами волості були:
- 1900 року козак Діонісій Якович Журавель[2];
- 1904 року козак Степан Пилипович Іона[3];
- 1913—1915 роках козак Павло Денисович Трутень[4],[5].